# Midamiella
Midamiella is een kevergeslacht uit de familie van de boktorren (Cerambycidae). De wetenschappelijke naam van het geslacht werd voor het eerst geldig gepubliceerd in 2005 door Monné.

## Soorten
Midamiella omvat de volgende soorten:
- Midamiella hecabe (Dillon & Dillon, 1945)
- Midamiella santaremensis (Dillon & Dillon, 1945)